# Barat Szent Magdolna-Zsófia
Barat Szent Magdolna-Zsófia (Joigny, 1779. december 13. – Párizs, 1865. május 24.) szentté avatott francia apáca, a Szent Szív Társaság alapítója.

## Élete
Madeleine-Louise-Sophie Barat 1779. december 13-án született, szülei harmadik gyermekeként. Egy tűzeset borzalmai miatt idő előtt született, s emiatt nem bíztak abban, hogy életben marad, ezért még a születésének napján megkeresztelték. 1789-ben járult elsőáldozáshoz. Mivel a forradalom alatt a hitoktatás szinte lehetetlenné vált, ezért fivére, Louis, akit 1795-ben szentelték pappá képezte. A kor szokásaival ellentétben nagyon komoly képzettségben részesült, még latinra és görögre is tanította. 1792-ben ismerte fel először világosan szerzetesi hivatását, de ez a kor politikai körülményei miatt nagyon sok nehézségbe ütközött. 1795-ben fivérével, aki lelki tanácsadója volt és megismertette a kolostori életmóddal, valamint több társával együtt Párizsba ment.

## A Szent Szív Társulat alapítása

A Szent Szív Társaság címere

1800-ban Louis testvérét felvették a Joseph-Désiré Varin által vezetett "A hit atyái" társulatba, melynek fő feladata az volt, ahogy az ekkor feloszlatás alatt álló Jézus Társaságának (jezsuiták) visszaállítását előkészítse. Varin hosszú ideje azzal a gondolattal is foglalkozott, hogy női kongregációt alapít, amelynek feladata lenne—tanító és oktató tevékenysége által—a Szent Szív tiszteletének terjesztése. Miután Magdolna-Zsófia gyóntatóatyja lett, hamarosan felismerte, hogy ő megfelelő lenne erre a célra. Az "Institut du Sacré Cœur" (Szent Szív Intézete) első négy nővére 1800. november 21-én tette le fogadalmát, és már 1801 októberében nevelőintézetet nyitottak Amiens-ben, igen nehéz körülmények között. Magdolna-Zsófiát 1802. december 21-én vezeték ki az új közösség vezetőjének. Az a lelki irányítás, amelyet Varin és A hit atyái adtak át a nővéreknek, lényege szerint jezsuita volt. Ez azonban kiválóan megfelelt Magdolna-Zsófia tetterős és tevékeny vérmérsékletének, viszont ekkor súlyos betegség támadta meg.
A közösség ettől függetlenül hamarosan fejlődésnek indult, hamarosan Grenoble-ban Duchesne Szent Filippine által vezetett csoport is csatlakozott az új rendhez. Viszont ezzel egy időben megjelentek a szakadás jelei. Egy Saint-Estève abbé által támogatott volt klarissza, Baudemont nővér nagy befolyást szerzett a közösségben. 1806. január 18-án Barat anyát mégis megválasztották általános elöljárónőnek, bár csak egy szavazattöbbséggel.

## A rend terjedése és szakadása
A Szent Szív Intézet ettől kezdve gyorsan fejlődött: új alapítások jöttek létre Poitiers-ban, Niort-ban és Gentben. Viszont Amiens-ben egyre nehezebb lett a helyzet, mivel Saint-Estève abbé 1811-ben olyan szabályzatot terjesztett elő, amelyet sem az alapítás mellett segédkező Joseph-Désiré Varin, sem pedig Barat anya nem tudott elfogadni. Hosszas viaskodás és a belga ág elszakadása után Barat anya által beterjesztett, jezsuita szellemiségű rendalkotmányt fogadták el. Ennek köszönhetően őt életfogytiglan nevezték ki általános elöljárónak,  s megbízást kapott, hogy Párizsban alapítson noviciátust az egész kongregáció számára egy hozzá csatlakozó nevelőintézettel együtt. A nevelőintézetben elsősorban gazdagabb, illetve nemesi növendékek voltak többségben Bár Barat anya megtett mindent, hogy fenntartsa a szegénységet és az egyszerűséget, az intézet apostolsága - legalábbis Franciaországban - egyre jobban a társadalom felsőbb rétegeire tolódott át. 1814. augusztus 7-én VII. Piusz pápa Sollicitudo omnium ecclesiarum kezdetű bullájával visszaállította a jezsuita rendet, s ettől kezdve a rend tőlük is kaptak támogatást.

## Halála és szentté avatása

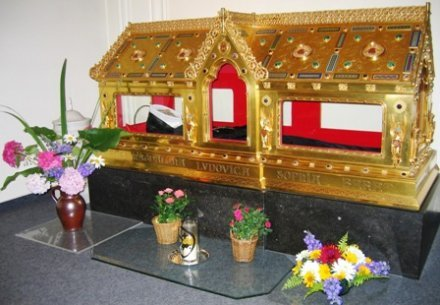
Barat Szent Magdolna-Zsófia holtteste

Barat anya, még a születése miatt egész életében gyenge fizikummal rendelkezett, s ereje élete vége fele egyre fogyott. Többször is megkísérelte, hogy hivatalától visszavonuljon, de nővértársai nem fogadták el lemondását. Párizsban halt meg 1865. május 24-én, Mennybemenetel ünnepén. X. Piusz pápa 1908. május 25-én boldoggá, XI. Piusz pápa 1925. május 24-én pedig szentté avatta. Testét boldoggá avatási eljárása során sértetlenül, romlatlanul találták.

## Fordítás
- Ez a szócikk részben vagy egészben  a   Madeleine Sophie Barat című angol Wikipédia-szócikk fordításán alapul.  Az eredeti cikk szerkesztőit annak laptörténete sorolja fel. Ez a jelzés csupán a megfogalmazás eredetét és a szerzői jogokat jelzi, nem szolgál a cikkben szereplő információk forrásmegjelöléseként.